# Wolfgang Kotz von Dobrz
Freiherr Wolfgang Marquart Kotz von Dobrz (* 30. Juni 1890 in Wien; † 13. Februar 1957 ebenda) war ein österreichischer Rechtswissenschaftler und Archivar.

## Leben
Wolfgang Kotz von Dobrz entstammte dem böhmischen Adelsgeschlecht Kotz von Dobrz. Sein Vater war der Artillerieoffizier Alexander Kotz von Dobrz (1851–1893), seine Mutter Maria Freiin Gemmell zu Flischbach (1869–1942), die Tochter des Finanzbeamten Maximilian Freiherr Gemmell zu Flischbach (1827–1902). Sein Großvater väterlicherseits war der Gutsbesitzer und Landtagsabgeordnete Ferdinand Kotz von Dobrz (1821–1882).
Wolfgang Kotz von Dobrz wuchs mit zwei jüngeren Brüdern Wenzeslaus (1891–1979) und Wilhelm (1892–1915) auf, besuchte das Wiener Piaristengymnasium und studierte anschließend Rechtswissenschaft an der Universität Wien. Nach der Promotion zum Dr. iur. am 10. März 1913 legte er die Ergänzungsprüfung für den höheren Archivdienst ab und trat zum 13. November 1913 in den Staatsdienst beim Ministerium des Innern, wo er im Adelsdepartment arbeitete.
Nach dem Ende der österreichisch-ungarischen Doppelmonarchie 1918 wurde das Adelsdepartment aufgelöst und das dort betreute Adelsarchiv als „alte Gratialregistratur“ dem Bundeskanzleramt zugeordnet. Wolfgang Kotz (nunmehr ohne Adelsprädikat) leitete dort das Adelsarchiv, bis es 1933 im Rahmen von Umstrukturierungsmaßnahmen dem Staatsarchiv des Innern und dem Bundesministerium für Justiz unterstellt wurde. Kotz wurde am 28. Dezember 1934 zum Oberstaatsarchivar ernannt, erhielt 1946 den Hofratstitel und wurde 1954 zum wirklichen Hofrat befördert. Im Jahr 1946 und ab 1953 war er stellvertretender Leiter der Abteilung Allgemeines Verwaltungsarchiv. Zum 1. Januar 1956 trat er in den Ruhestand.
Wolfgang Kotz von Dobrz starb am 13. Februar 1957 an einem Schlaganfall. Er wurde auf dem Grinzinger Friedhof beigesetzt.

## Wissenschaftliches Werk
Zu Beginn seiner Laufbahn verfasste Wolfgang Kotz im Auftrag des Philologen Wilhelm Kroll zwei Artikel für die Realenzyklopädie der klassischen Altertumswissenschaft (RE) über die römischen Rechtslehrbücher (Institutiones) und den Juristen Callistratus, die als materialreiche und konzise Darstellungen ihres Themas bis heute vielfach benutzt und zitiert werden.
Durch seine jahrzehntelange Tätigkeit im Archivdienst entwickelte sich Wolfgang Kotz zu einem ausgewiesenen Kenner der Genealogie und Heraldik. Zur Veröffentlichung wissenschaftlicher Studien in diesem Bereich kam er erst im fortgeschrittenen Alter. Er publizierte vor allem in den Mitteilungen des Österreichischen Staatsarchivs und in der Zeitschrift Adler.

## Veröffentlichungen (Auswahl)
- Zur Adelsverleihung an Orlandus Lassus. In: Mitteilungen des Österreichischen Staatsarchives 1, 1948, S. 470–474.
- Das Schweizer Wappenbuch. In: Festschrift zur Feier des zweihundertjährigen Bestandes des Haus-, Hof- und Staatsarchivs. Wien 1949, S. 304–311.
- Neues vom „Königsleutnant“. Ein nachträglicher Beitrag zum Goethe-Jahr. In: Mitteilungen des Österreichischen Staatsarchives 3, 1950, S. 143–158.
- Das Recht der Wappenverleihung an geistliche Würdenträger in Österreich. Eine verwaltungsgeschichtliche Untersuchung. In: Jahrbuch Adler 1954, S. 63–70.
- Das Reichswappenbuch In: Mitteilungen des Österreichischen Staatsarchivs 7, 1954.